# Прамајур (Болцано)
Прамајур је насеље у Италији у округу Болцано, региону Трентино-Јужни Тирол.
Према процени из 2011. у насељу је живело 29 становника. Насеље се налази на надморској висини од 1716 м.